# Atsushi Yogō
Atsushi Yogō (jap. 余郷敦 Yogō Atsushi; ur. 21 lutego 1965 w prefekturze Kanagawa) – japoński kierowca wyścigowy.

## Kariera
Yogō rozpoczął karierę w międzynarodowych wyścigach samochodowych w 1994 roku od startów w Japońskiej Formule 3, gdzie jednak nie zdobywał punktów. W późniejszych latach Japończyk pojawiał się także w stawce Super GT Japan, 1000 km Suzuka, Japan GT Festival in Malaysia, 24-godzinnego wyścigu Le Mans, 24h Nürburgring, All-Japan GT Championship oraz Asian Le Mans Series.